# NGC 7501
NGC 7501 ist eine elliptische Galaxie vom Hubble-Typ E1 im Sternbild Fische auf der Ekliptik. Sie ist schätzungsweise 578 Millionen Lichtjahre von der Milchstraße entfernt und hat einen Durchmesser von etwa 85.000 Lichtjahren.
Im selben Himmelsareal befinden sich u. a. die Galaxien NGC 7499 und NGC 7503.
Das Objekt wurde am 2. September 1864 vom deutschen Astronomen Albert Marth entdeckt.